# Mistrz Sybilli Tyburtyńskiej
Mistrz Sybilli Tyburtyńskiej – flamandzki malarz czynny głównie w Haarlemie w latach 1470-1490.

## Życie i działalność artystyczna

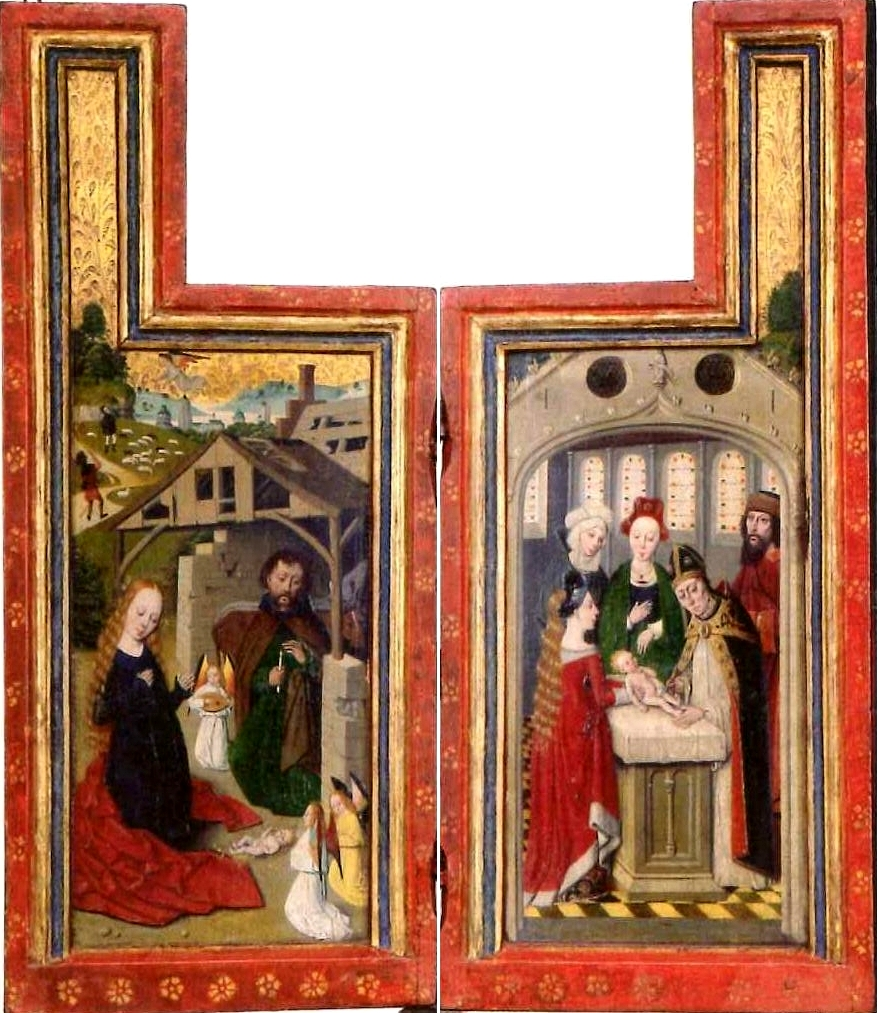
Ołtarz z Kempen
Kościół Narodzenia Najświętszej Maryi Panny

Pierwsze kroki artystyczne stawiał prawdopodobnie w Haarlemie. W 1475 roku pracował w Leuven, gdzie ukończył rozpoczęty w warsztacie Dirka Boutsa obraz pt. Cesarz August i Sybilla Tyburtyńska. Od tego dzieła, niemiecki historyk sztuki Max Jakob Friedländer nadał anonimowemu artyście przydomek Mistrz Sybilli Tyburtyńskiej. Około 1480 powrócił do Haarlemu. Jego prace inspirowane były dziełami Ouwatera (Wskrzeszenie Łazarza) i Geertgena tot Sint Jans a przede wszystkim Boutsa. Prawdopodobnie był projektantem drzeworytów w książkach powstałych w latach 1484-1486 w Haarlemie w pracowni Jacoba Bellaerta.
Jego styl miał wpływ na prace późniejszych mistrzów, m.in. Gerarda Davida, który w swoim Aresztowaniu Sisamnesa zachował wiele podobieństw do dzieła Cesarz August i Sybilla Tyburtyńska.